# Blodbank
En blodbank er en institution, der indsamler blod fra bloddonorer, og behandler og opbevarer det, så det kan bruges til blodtransfusioner og andre formål.
Mange danske hospitaler har deres egen blodbank, hvor de tapper bloddonorer og opbevarer det blod, de har brug for til patienterne ved hospitalet. Som bloddonor kan man enten være tilknyttet en blodbank ved et hospital eller en mobil blodbank service. I Region Hovedstaden koordinerer GivBlod tilknytningen af donorer til Blodbankerne og Den Mobile Blodbank.